# 오다큐 전철 1000형 전동차
오다큐 전철 1000형 전동차(일본어: 小田急1000形電車 おだきゅう1000がたでんしゃ[*])는 오다큐 전철의 통근형 전동차로, 도쿄 메트로 지요다선 직통용 및 오다큐 선내 운용을 목표로 1988년부터 도입된 오다큐 최초의 VVVF 전동차이다.